# Dalaman
Dalaman é um distrito, bem como a cidade central desse distrito, situado na costa sudoeste da Turquia, na província de Muğla.

## Ligações Externas
- Dalaman Airport official website